# 戦争画

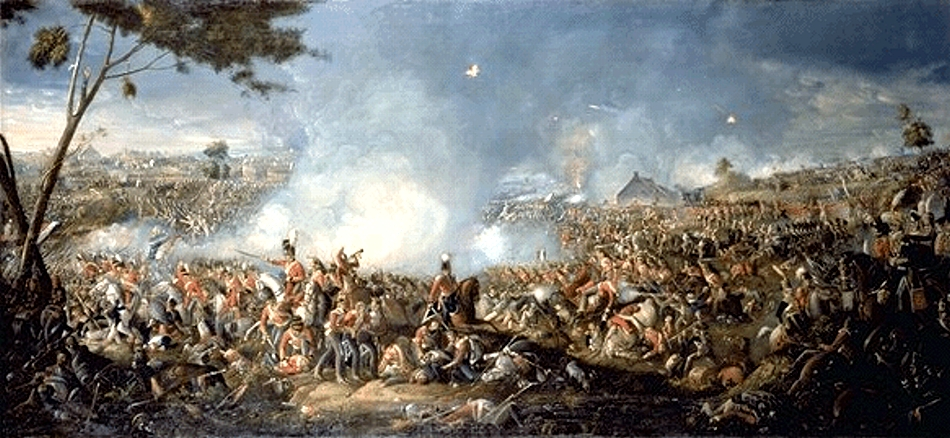
『ワーテルローの戦い』

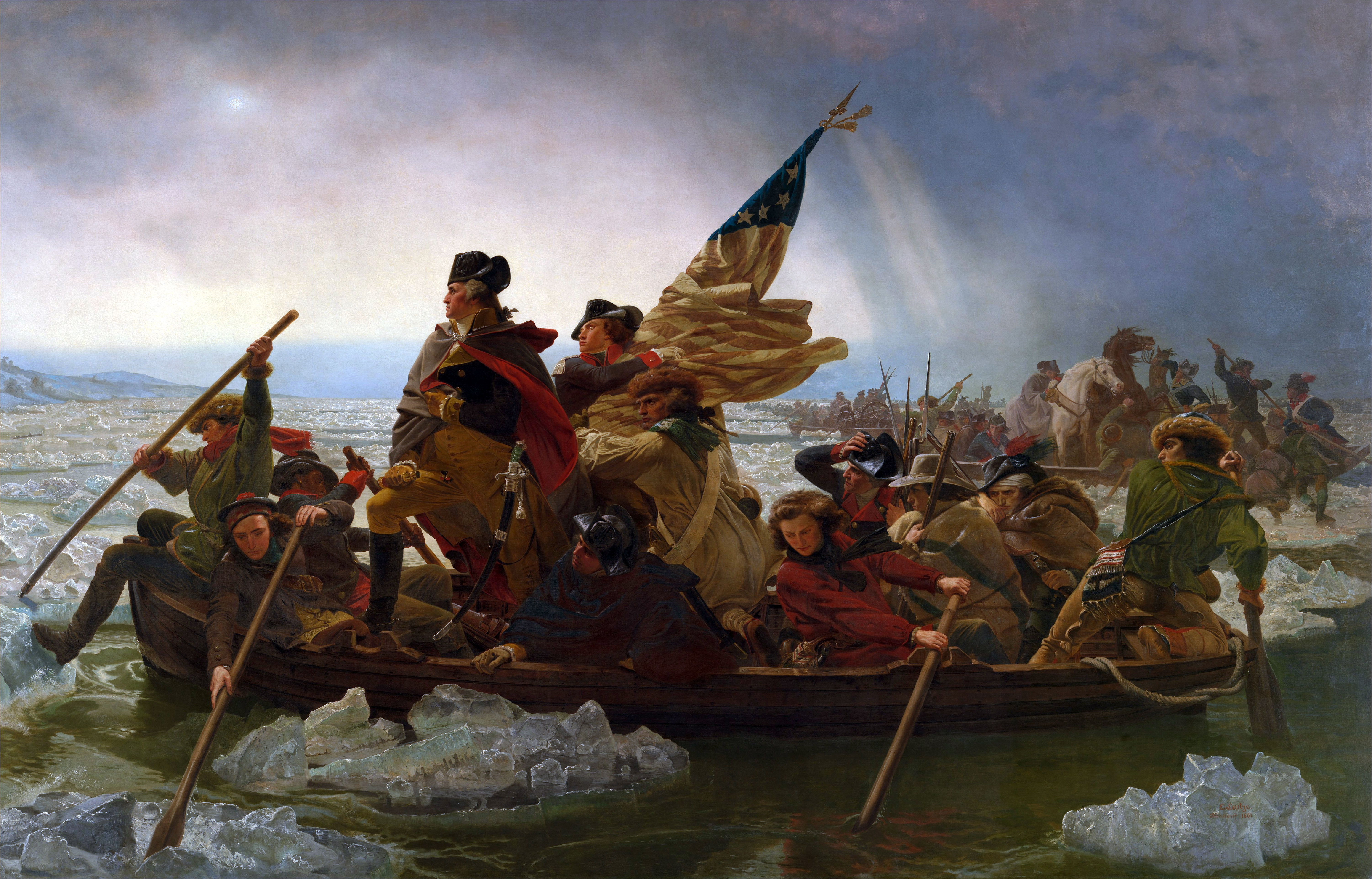
『デラウェア川を渡るワシントン』（エマヌエル・ロイツェ）

戦争画（せんそうが）は、戦争を題材として描かれた戦争記録絵画。ナポレオン戦争など、軍の宣伝や戦意高揚に利用された作品を指すことが多い。戦闘場面や戦士の出征や凱旋、戦時下の市民生活など戦争の諸場面が描かれた
有名なものに「平家物語絵巻」、宮本三郎の「山下・パーシバル両司令官会見図」、ピカソの「ゲルニカ」、戦後のものでは丸木位里・丸木俊の「原爆の図」「沖縄戦の図」など。

## 分類
田中日佐夫の分類によると戦争画とは、次の4つに分類できるという。
- 戦争自体、またその前後や個々の事物の情景を描いたもの
- 題材となる戦争があった後の時代に描かれた「歴史画」ともいえるもの
- 戦争につながる神話・伝説や象徴的事物を描いたもの
- 戦争に対する画家個人の思いや考えを描いたもの

## 第二次大戦中の日本の戦争画
1937年の日中戦争勃発後、1938年4月には「支那事変海軍従軍画家スケッチ展」が開催。同年6月には陸軍省が大日本陸軍従軍画家協会を結成、陸海軍省は戦地へ従軍画家を派遣する。現地部隊とともに行動する従軍画家には鶴田吾郎、小磯良平、藤田嗣治、宮本三郎、中村研一、寺崎広業、小早川秋聲、山田新一ら多くの画家がいた。同年7月「支那事変勃発一周年記念陸軍従軍画家スケッチ展」が開催される。
1939年4月には陸軍美術協会が創立、会長には陸軍大将の松井石根、副会長には藤島武二が就任した。
同年7月には「第一回聖戦美術展」が東京府美術館で開催。主催は朝日新聞と陸軍美術協会、後援は陸軍省であった。この頃には本来、軍とは無縁の二科展でも、戦争や日本占領下の外地を題材とした出品が増えている。
一方、海軍関係では、海軍省や海軍協会の支援を受け、1937年に海事思想普及を目的とした海洋美術会が発足。同年5月には日本橋三越で海洋美術展が開催された。1941年には大日本海洋美術協会に発展した。
民間では、朝日新聞は以下の展覧会でも運営面に深く関わり、画家たちにも支援を惜しまず、戦争美術を牽引する大きな原動力となった。
1940年5月には「紀元二千六百年記念日本文化史展」「紀元二千六百年記念海戦美術展」が開催。同10月「紀元二千六百年奉祝美術展」が開催。
1941年7月には「第二回聖戦美術展」が開催。同年9月、「第一回航空美術展」開催
1942年1月には「大東亜戦争美術展覧会」が開催。同年9月「大東亜共栄圏美術展」が開催。同年12月「大東亜戦争美術展」が開催。
1943年5月には大日本美術報国会が横山大観を会長として創立。同年12月「第二回大東亜戦争美術展」が開催。
1944年10月には「戦時特別美術展」が開催。
1945年4月には「戦争記録画展」が開催。これら作戦記録画を目玉に据える各種戦争美術展の入場者数は、太平洋戦争下の最盛期において官展の10倍に達したとも言われる。

## 第二次世界大戦後
戦後、1945年10月4日に大日本美術報国会が解散。1946年にはGHQが軍国主義を象徴するものとして153点の「戦争記録画」が接収されアメリカに運ばれたが、1970年に日本に無期限貸与という形で返還され、現在東京国立近代美術館に保管されている
これまで部分的には公開されたことがあり、近代美術館の所蔵作品展に毎回数点展示される。また接収されなかった作品は、各地の美術館や個人が所蔵している。
会田誠がこれらの作品から触発された「戦争画 RETURNS」という作品シリーズを発表している。

## 参考資料
入門書
- 神坂次郎 福富太郎 河田明久 丹尾安典 『画家たちの「戦争」』 新潮社<とんぼの本>、2010年 ISBN 978-4-10-602206-7
  - 芸術新潮 1995年8月号 『 戦後50年記念大特集 カンヴァスが証す 画家たちの「戦争」』の書籍化したもの
- 河田明久監修 『画家と戦争 日本美術史の空白』 平凡社〈別冊太陽 日本のこころ220〉、2014年7月、ISBN 978-4-582-92220-2

単行本
- 千葉成夫 『現代美術逸脱史 1945～1985』 晶文社、1986年 ISBN 4-7949-3689-3
- 丹尾安典、河田明久 『岩波 近代日本の美術1 イメージの中の戦争 日清・日露から冷戦まで』 岩波書店、1996年 ISBN 4-00-008331-7
- 溝口郁夫 『絵具と戦争 従軍画家たちと戦争画の軌跡』 国書刊行会、2011年 ISBN 978-4-336-05376-3

画集
- 成橋均 他著『太平洋戦争名画集』 ノーベル書房、1967年
- 『大東亜戦絵画美術集』 清風書房、1968年
- 『太平洋戦争名画集 続』 ノーベル書房、1968年
- 『戦争記録画修復報告』 東京国立近代美術館編集・発行、1978年3月
- 『朝日美術館 テーマ編1　戦争と絵画』 朝日新聞社、1995年12月 ISBN 978-4-022-70601-0
- 針生一郎・椹木野衣他編 『戦争と美術 1937-1945』 国書刊行会、2007年、改訂版2016年 ISBN 978-4-336-06116-4

展覧会図録
- 姫路市立美術館編集 『美術と戦争』 姫路市立美術館友の会、2002年5月
- 神奈川県立近代美術館編集・発行 『戦争／美術 1940-1950 モダニズムの連鎖と変容』 2013年7月

年表
- 飯野正仁編 『戦時下日本美術年表』 藝華書院、2013年9月、ISBN 978-4-904706-00-8

映像作品
- テレビ宮崎 『秘匿　～戦争記録画151点～』 1999年11月7日放送
- NHK 『ハイビジョンスペシャル　さまよえる戦争画　従軍画家と遺族たちの証言』 2003年8月放送

近代デジタルライブラリー
- 『聖戦美術展覧会目録. 第2回』朝日新聞東京本社　昭和16年
- 『大東亜戦争美術展覧会』朝日新聞東京本社　昭和17年
- 『大日本海洋美術展覧会目録. 第7回』朝日新聞社東京本社　昭和18年